# Gran Turismo HD Concept
Gran Turismo HD Concept (グランツーリスモHDコンセプト, Guran Tsūrisumo HD Konseputo) é um jogo eletrônico simulador de corrida desenvolvido pela Polyphony Digital e publicado pela Sony Computer Entertainment. É um título derivado da série Gran Turismo e foi lançado exclusivamente para PlayStation 3 em dezembro de 2006 no Japão e América do Norte.